# Cholo Juvacho
Avelino Gutiérrez Fernández (La Felguera, 16 de enero de 1938) más conocido como Cholo Juvacho, es un cantante y humorista español, exmiembro de Los Archiduques y Los Stukas.

## Biografía

### Primera etapa
Cholo nació en la villa siderúrgica de La Felguera, en el concejo asturiano de Langreo. Jugó en varios equipos de fútbol hasta que en 1959 se incorporó a la Rondalla Felguerina y se subió por primera vez a un escenario. Posteriormente formaría la banda Los Juvachos. Tras disolverse el grupo se incorporó a la banda local Stukas como vocalista y representante. Posteriormente se uniría a Los Archiduques, con los cuales recorrió varios rincones de España. Incorporó por decisión propia a Tino Casal como solista a la banda con apenas 16 años en 1966, cuando publicaron el éxito "Lamento de Gaitas". 
Todo este tiempo Cholo compaginó su actividad musical con su trabajo en la empresa Duro Felguera, trasladándose a Madrid y participando en el Festival de Benidorm de 1970 con la canción "¿Qué tengo que hacer para que vengas?". Años antes había participado en el Festival del Eo con "Nada es igual" compuesta por Víctor Manuel. En 1973 se traslada a vivir a Gijón y comienza a trabajar en Uninsa.

### Segunda etapa
Abandono su carrera musical hasta 1983, cuando comenzó a participar en espectáculos donde mezclaba música y monólogos de humor. Ha continuado con esa faceta desde entonces, actuando en numerosas fiestas y galas por el Principado convirtiéndose en uno de los artistas populares más conocidos dentro de Asturias, siendo además habitual en la televisión pública, la RTPA. En 2010 publicó la canción "Bendita Felguera", convertida en un himno local, y editó el CD-DVD "Soy un tipo con suerte". En 2019 Pablo Monella realiza un documental biográfico sobre Cholo.